# Волинь (городище)
Во́линь, Во́лин, Ве́линь — назва з якою асоціюють городище коло сучасного села Городка над Бугом, у гирлі річки Гучви (50°48′00″ пн. ш. 23°57′00″ сх. д. / 50.80000° пн. ш. 23.95000° сх. д., Люблінське воєводство, Польща). Час заснування городища не відомий.

## Спроби знайти Волинь
Городище Грудек (Городок) проасоціював з Волинем польський історик Ян Длугош. Він же вважав, що коло нього відбулася битва над Бугом 1018 р. між Ярославом Мудрим та Болеславом Хоробрим. Це фактично єдине джерело на яке спирається ідентифікація.  . Дослідником М. Жарких не тільки поставлено під сумнів таку асоціацію, але й висловлено думку, що сам град Волинь є міфічним і ніколи не існував.

Аналіз обох згадок терміну «Волинь» в давньоруському літописі не дозволяє пов’язати їх з якимсь містом. Вперше він фігурує у давньоруському літописі під 1018 роком у зв'язку з міжусобною боротьбою Ярослава і Святополка Володимировичів за київський престол на Волинській землі. 
«Поиде Болеслав с С[вя]тополком на Ярослава с Лѧхы. Ярослав же множество совокупи Руси Варѧгы Словены поиде противу Болеславу и С[вя]тополку и приде Велыню и сташа ѡбапол рѣкы Буга».
Проте не відомо чи подана вище інформація про обставини, які передували битві над Бугом описує Волинь як місто, чи як край. 

Ще один раз Волинь згадується  1077 року:
«Всеволод же взыиде противу брату Изѧславу на Волынь и створи мир».
Назва Волинь тут є назвою території, а не якогось города, і контекст згадки виключає інше тлумачення.
Також немає жодних вагомих підстав вважати, що Грудек над Гучвою належав до Червенських городів. Внаслідок не критичного розуміння літопису, дуже часто будуються припущення, що 981 р. це городище разом з градами в Червені та Перемишлі було завойовано Володимиром. Сам похід Володимира все ще викликає багато питань і щодо часу і щодо мети. Щодо Грудка важко ствердити якісь деталі. Найімовірніше він виник як племінне городище.

## Археологічні розкопки городища
Грудек має городище «Замчисько» овальної форми 30×70 м, площею, яке оточено великим валом. Вперше цей вал було зведено в IX ст. навколо великого поселення VIII—X ст. Вал з боку річки Гучви дуже зруйнований. Вивчення його конструкції показало, що він складався з пов'язаних одна з одною зрубних конструкцій, заповнених землею. Розміри стін зрубів становили від 2,7 м. Довжина протилежних стінок різна, що відповідало кривизні валу. Вал, який зберігся дотепер, побудовано в XI ст., а його руйнування пов'язують або з походом Батия або наказом Бурундая в 1261 р. розметати городи. Зі східного боку до городища примикає окольний град, який був захищений зруйнованим сьогодні валом. Не укріплений посад площею близько межує з південною частиною дитинця та західною частиною окольного граду. Тут виявлено житло-майстерню коваля XI ст. Інший посад знаходився західніше від дитинця. Найближчу посадську округу городища становили поселення у Стрижові, Чумові, Сліпчому, Тептюкові й Гусинному. Під час систематичних розкопок досліджено третину городища. Із середини XII ст. Грудек поступово перетворюється в місто. У цей час поруч з дитинцем виростає торговельно-ремісничий квартал, на якому зафіксовано виробництво та обробку заліза. Недалеко від берега р. Гучви знайдено колодязь IX—X ст.
У комплексі городища виявлено та досліджено два могильники: курганний IX—XII ст. в урочищі Городище з тілопокладенням на спині головою на захід та ґрунтовий XIII—XV ст. на території дитинця, де загалом досліджено 469 поховань. Найраніше поховання останнього могильника пов'язують із зруйнуванням городища монголо-татарами, що підтверджується датуванням прикрас у жіночому похованні та похованнями з розсіченими черепами. Поруч з великим поселенням VIII—X ст. у 1983 р. досліджено ще один дружинний курган "Княжа могила", насипаний на місці поселення в с. Гусинне. Він містив боярське поховання XII—XIII ст. чоловіка 45-55-ти років з ритуально-загнутим мечем та частинами сагайдака та лука. Знахідки з розкопок Грудка експонуються у регіональному музеї у Грубешеві.